# سیاهان (نمایشنامه)
سیاهان (به فرانسوی: Les Nègres) نمایشنامه‌ای از ژان ژنه، نویسندهٔ اهل فرانسه است که در سال ۱۹۵۸ منتشر شد و نخستین‌بار در ۲۸ اکتبر ۱۹۵۹ با کارگردانی روژه بلن در سالن تئاتر دو لوتس پاریس روی صحنه رفت.

## سبک
سیاهان مانند دو اثر دیگر ژنه، بالکن (۱۹۵۶) و پرده‌ها (۱۹۶۱)، «نمایش نفرت» است. نمایشی استیلیزه، به سبک اکسپرسیونیستی که طوری طراحی شده تا تماشاگر را شوکه کند و همدستی او با یک موقعیت نابسامان اجتماعی یا سیاسی را برملا کند و ریاکاری او در مواجهه با آن به رخ بکشد. 

## ترجمه به فارسی
از این کتاب چندین ترجمه به فارسی موجود است از جمله برگردانی از محمود حسینی زاد به نام سیاهان، ترجمه‌ای از احمد کامیابی مسک با نام سیاه‌زنگی‌ها و ترجمه‌ای جدیدتر به قلم عاطفه طاهایی به نام سیاها (یک دلقک بازی).

## نظر ژان ژنه درباره نحوه اجرا
ژان ژنه در یادداشتی در مقدمه کتاب می‌نویسد:
این نمایشنامه، تأکید می‌کنم، توسط یک سفیدپوست و برای تماشاگر سفیدپوست نوشته شده، اگر زمانی (گرچه بعید است) برای تماشاگران سیاه‌پوست اجرا شود، باید هر شب یک سفیدپوست، زن یا مرد فرقی ندارد، دعوت شود. برگزارکننده نمایش باید به‌طور رسمی از او استقبال کند، لباس تشریفات به او بپوشاند و او را به سمت صندلی خود، ترجیحاً در ردیف اول سالن، هدایت کند. بازیگران برای او بازی خواهند کرد. در سرتاسر اجرا باید روی این سفید نمادین نوری تابانده شود.
اما اگر هیچ سفیدپوستی نپذیرفت چه؟ در آن صورت، هنگام ورود تماشاگران سیاه‌پوست به سالن، ماسک‌های سفید توزیع شود. و اگر سیاهان از نقاب زدن امتناع کردند، باید از آدمک استفاده کرد.